# Рустам-мирза
Рустам Мирза (1381—1424/25) — принц из династии Тимуридов, правитель Фарса (1400—1403) и Исфахана (1403—1408), сын Умар-шейха и внук среднеазиатского завоевателя Тамерлана.

## Ранняя жизнь
Рустам-мирза родился в 1381 году. Он был единственным сыном Умар-шейха-мирзы (1356—1394) от его жены Кутлуг Тархан-Аги. Его отец, старший из четырёх сыновей Тамерлана, скончался в 1394 году, когда Рустаму было около тринадцати лет. Позднее Рустам-мирза стал участвовать в военных кампаниях своего деда Тамерлана. Когда его сводный брат, Пир Мухаммад Мирза, разгневал Тамерлана, Рустам получил должность губернатора провинции Фарс в Персии. После того, как его брат Пир Мухаммад в 1403 году вернул расположение деда, Рустам был переведен в Исфахан.

## Тимуридские войны
После смерти Тимура в феврале 1405 года вспыхнула борьба за верховную власть среди его потомков , хотя сыновья Умар-шейха, по крайней мере номинально, теперь находились под сюзеренитетом своего дяди Шахруха. Рустам-мирза, все ещё остававшийся губернатором Исфахана, вступил в союз со своим двоюродным братом Умаром, сыном Миран-шаха. Оба принца начали кампанию против брата Умара Абу-Бакра, успешно совершив набег на его владения. В апреле 1406 года Рустам и Умар объединились с братьями первого, Пир Мухаммадом и Искандаром, начав совместное наступление на Абу-Бакра. Однако последний одержал победу и летом осадил Исфахан. Рустам, несмотря на то, что в то время находился в городе, по-видимому, не участвовал в его обороне, возможно, из-за недееспособности в результате болезни. Вместо этого сопротивление возглавил один из ближайших советников принца, Кади Ахмад Саиди, который сумел опередить Абу Бакра, в результате чего осада была оставлена .
В 1406—1407 году Рустам дал убежище беглецу Искандару, который недавно бежал из заключения своего брата Пир Мухаммада. Пир Мухаммад напал на Исфахан, но, не сумев захватить его, опустошил окрестные земли, уничтожая урожай, сжигая дома и разрушая плотины. В отместку за это нападение Рустам и Искандар осадили Шираз, столицу Пир Мухаммеда, но также не смогли взять этот город. Вместо этого они решили разграбить Восточный Фарс, от Нейриза до Дараба. В этом деле им помогали некоторые из ренегатов-последователей их брата, включая нескольких губернаторов. В ответ Пир Мухаммад выступил против своих братьев на Исфахан. Однако Рустам и Искандер ранее были вынуждены покинуть город из-за эпидемии чумы. В битве при Гендомане принцы Рустам и Искандар потерпели поражение от Пир Мухаммада. Рустам и Исканда бежали на восток, а Рустам нашёл убежище при дворе своего дядя Шахруха в Герате.

## Поздняя жизнь и смерть
В 1409 году Пир Мухаммад скончался, и большая часть его владений теперь находилась под контролем Искандара. Рустам был приглашен вновь занять Исфахан Кади Ахмадом Саиди, который управлял городом в течение нескольких лет. Однако в результате интриг своих эмиров Рустам приказал убить Кади Саиди. Последний вместе со своим сыном был приглашен на праздник, посвящённый Курбан-Байраму, где оба были убиты. Население города было разгневано убийством и выступило против Рустама, приглашая его брата Искандара взять город под свой контроль. Хотя Рустам и пытался бороться с братом, но без поддержки города не смог устоять и был вынужден снова бежать. Он вначале отправился в Тебриз, чтобы обратиться за помощью к Кара Юсуфу из племени Кара-Коюнлу, хотя, когда это оказалось бесполезным, он снова вернулся к своему дяде Шахруху в Герат.
Когда Шахрух выступил в карательный поход против Искандера в 1414/15 году после восстания последнего, Рустам и их другой брат Байкара сопровождали своего дядю . После поражения Искандара контроль над Исфаханом был возвращен Рустаму, а также опека над его братом-отступником, которого он впоследствии ослепил . Рустам-мирза, более осторожный, чем его братья, доказал свою верность Шахруху. Когда в 1415 году Искандар-мирза вновь поднял восстание, теперь уже вместе с другим братом Байкарой, Рустам помог подавить его, казнив первого. Позднее он привел своё войско в Азербайджан в поддержку своего дяди Шахруха в походе против Джаханшаха Кара-Коюнлу.
Рустам-мирза скончался в 1424/1425 году, а вскоре за ним умерла два его сына. Однако Фируз Шах, главнокомандующий армией Шахруха, позже изгнал приверженцев Рустама и вместо этого передал власть Исфахана своему собственному брату.

## Семья

### Жены и наложницы
- Махдум Султан, дочь его двоюродного брата Пир Мухаммада (1374—1407), позже повторно вышедшая замуж за брата Рустама Саида Ахмада
- Саадат Султан, дочь Гияса уд-Дина Тархана
- Дилшад Кипчак
- Исан Могол
- Бахт Султан, дочь Хаджи Хаваджи Сирджабана

### Дети
от Махмум Султан:
- Пир Мухаммад, был женат на Хуршид Бики, его двоюродной сестре по материнской линии
- Султан Джалал уд-Дин, женился на Бикиджан Ага, правнучке брата Рустама Пир Мухаммада

От Саадат Султан:
- Алим-Шейх
- Султан Али (ок. 1404—1423)

От Дилшад Кипчак:
- Усман (ок. 1399—1424/25)
- Джафар

От Исан Могол:
- Мухаммад Качулай
- Суюргатмыш

От Бахт Султан:
- Мухаммед Султан